# I kväll är det party
I kväll är det party är ett studioalbum från 1985 av det svenska dansbandet Roosarna. Låten "Plingelingeling", en sångduett mellan Kikki Danielsson och Kjell Roos, skickades in till den svenska Melodifestivalen 1985, men nekades delta och gavs i stället även ut på samlingen Schlager '85, med ratade bidrag.

## Låtlista
| Nr  | Titel                                                         | Låtskrivare                                                 | Längd |
| --- | ------------------------------------------------------------- | ----------------------------------------------------------- | ----- |
| 1.  | "I kväll är det party"                                        | Torgny Söderberg                                            | –     |
| 2.  | "När sommaren kommer" ("Smile Like an Angel")                 | John David, Joachim Petersen , Tanja, Kjell Roos            | –     |
| 3.  | "Liten"                                                       | Totte Bergström, Stefan Lagström                            | –     |
| 4.  | "Rock 'n' Roll Queen"                                         | Mikael Wendt                                                | –     |
| 5.  | "Lyckans hemlighet"                                           | Kjell Roos, Kikki Danielsson                                | –     |
| 6.  | "Måste hitta hem" ("Silence on the Line")                     | Whipple Sterling, Kikki Danielsson                          | –     |
| 7.  | "Jag vill ha dig i min famn" ("I Want to Know Where Love Is") | Mick Jones, Kjell Roos                                      | –     |
| 8.  | "Plingelingeling" (med Kikki Danielsson)                      | Torgny Söderberg                                            | –     |
| 9.  | "När jag ser dig"                                             | Tim Norell                                                  | –     |
| 10. | "Ta mej med när du reser"                                     | Pino Donaggio, Vito Pallavicini, Vicki Wickham, Napier Bell | –     |
| 11. | "Rädd att bli kär igen"                                       | Lasse Holm, Ingela "Pling" Forsman                          | –     |
| 12. | "En stjärna faller ner"                                       | Kjell Roos, Tommy Stjernefeldt                              | –     |

## Medverkande
- Saxofon - Anders Engberg
- Stråkar - Sveriges Radios symfoniorkester

### Fotnoter
1. ↑  ”I kväll är det party”. Svensk mediedatabas. 27 februari 1985. https://smdb.kb.se/catalog/id/001890271. Läst 4 november 2010.
2. ↑  ”I kväll är det party”. Svensk mediedatabas. 27 februari 1985. https://smdb.kb.se/catalog/id/001462921. Läst 4 november 2010.
3. ↑  ”Schlager '85”. Svensk mediedatabas. 27 februari 1986. http://smdb.kb.se/catalog/id/001890072. Läst 4 november 2010.